# Chuột nhảy jerboa tai dài
Chuột nhảy jerboa tai dài, Chuột nhảy Gobi hay Chuột nhảy sa mạc tai dài, danh pháp Euchoreutes naso, là một loài động vật có vú trong họ Dipodidae, bộ Gặm nhấm. Loài này được Sclater mô tả năm 1890.

## Phân loại
Ngoài chuột jerboa tai dài còn có chuột jerboa tai ngắn (Short-eared Jerboa).

## Đặc điểm
Chuột jerboa là loài gặm nhấm nhỏ, nhảy giống như chuột với đuôi và chân đều dài. Long-eared jerboa có thể được phân biệt với Chuột jerboa khác bởi kích thước tai to lớn của chúng, tai chúng dài khoảng 1/3 lớn hơn so với đầu của chúng. Chuột jerboa khác chủ yếu sống về đêm, hầu như ban ngày chúng đều ở trong hang dưới lòng đất, và chúng tự đào hang của mình. Rất ít thông tin về loài này. Hệ sinh thái của loài này rất ít được biết đến.

## Thực phẩm
Hầu hết các chuột jerboa chủ yếu ăn thực vật: rễ cây, hạt giống và cây mọng nước, tuy nhiên, chế độ ăn uống của chuột jerboa bao gồm côn trùng là chủ yếu.

## Phân bố
Động vật gặm nhấm nhỏ này được phát hiện vào năm 1925 bởi Glover Morrill Allen. Các nhà khoa học đã nghiên cứu môi trường sống của loài này vào đầu những năm 1980, tìm thấy trung bình là 0,5 con/1 hecta. Môi trường sinh sống chủ yếu phân bố từ phía tây Tân Cương (tây bắc Trung Quốc), sa mạc Gobi thuộc khu vực miền Bắc Trung Quốc đến cực nam Mông Cổ, như ở lưu vực sông đầy cát trắng và gồm cây có bụi rậm. Loài này được cho là đang giảm dần nguyên nhân là do con người làm xáo trộn môi trường sống của chúng.